# Bussigny
Bussigny (toponimo francese; fino al 1959 Bussigny-sur-Morges, fino al 2014 Bussigny-près-Lausanne) è un comune svizzero di 8 268 abitanti del Canton Vaud, nel distretto dell'Ouest lausannois.

## Storia
Qyesto comune sino al 30 aprile 2014 si chiamava Bussigny-près-Lausanne

## Monumenti e luoghi d'interesse

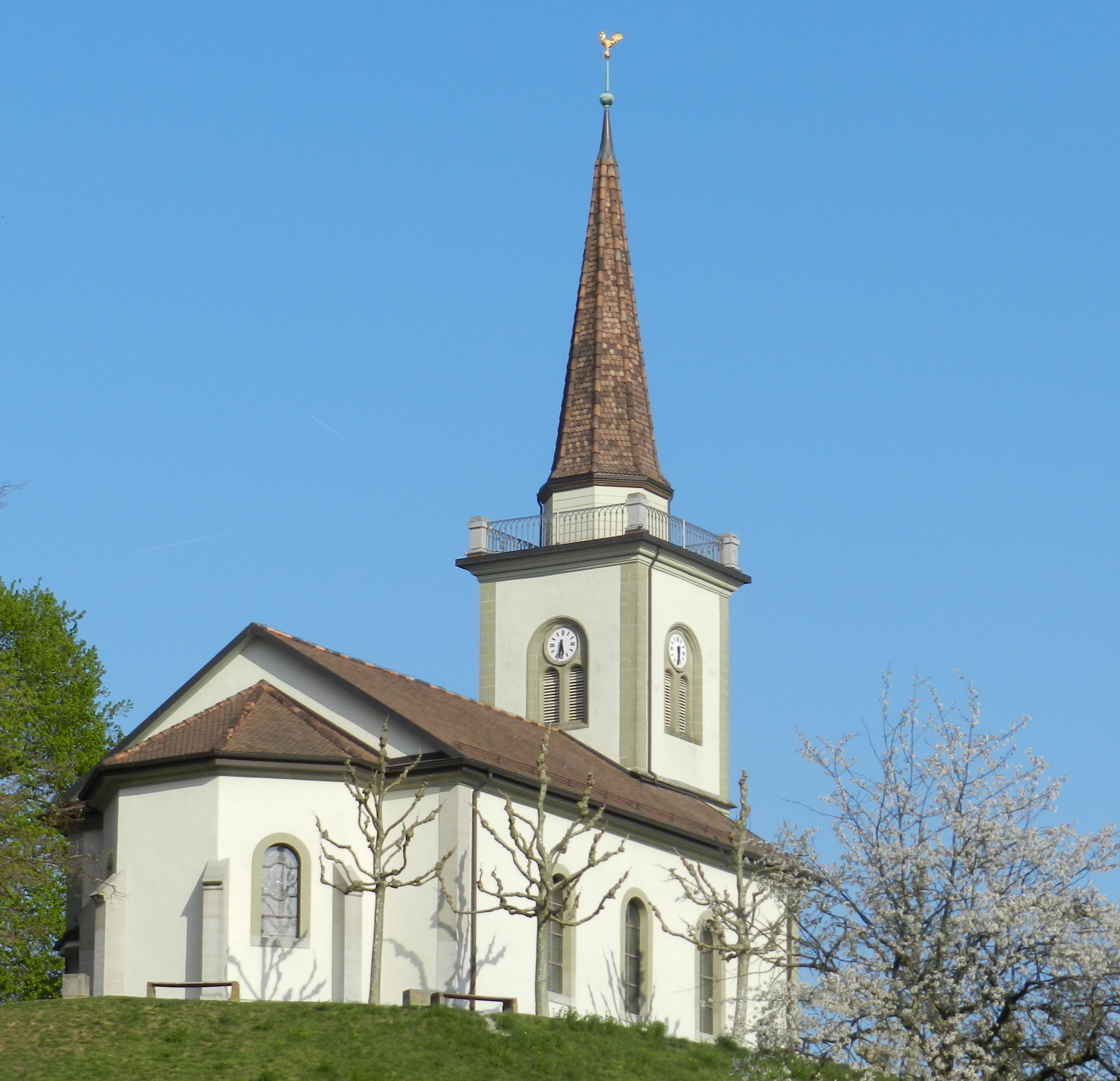
La chiesa di San Germano

- Chiesa riformata di San Germano, attestata dal 1228 e ricostruita nel 1675 e nel 1857[2];
- Chiesa cattolica di San Pietro, eretta nel 1969[2].

## Società

### Evoluzione demografica
L'evoluzione demografica è riportata nella seguente tabella:
Abitanti censiti

## Infrastrutture e trasporti
Bussigny è servito dall'omonima stazione sulla ferrovia Losanna-Olten.

## Amministrazione
Ogni famiglia originaria del luogo fa parte del cosiddetto comune patriziale e ha la responsabilità della manutenzione di ogni bene ricadente all'interno dei confini del comune.